# Sergej Pugačëv
Sergej Viktorovič Pugačëv (in russo Сергей Викторович Пугачёв?, in francese Sergueï Pougatchev; Kostroma, 4 febbraio 1963) è un imprenditore, banchiere e politico russo e in seguito cittadino francese, miliardario, membro in passato del circolo ristretto di Vladimir Putin.
Pugačëv si trasferì negli Stati Uniti nel 1994. Prima di allora, ha vissuto principalmente in Francia e a Londra. Ha importanti progetti di sviluppo immobiliare negli Stati Uniti, Francia, Lussemburgo, Russia e Regno Unito.
All'inizio degli anni 2000, Pugačëv si guadagnò una reputazione nei mass media russi per aver presumibilmente presentato il nuovo presidente russo Vladimir Putin al governatore del monastero Sretenskij nel centro di Mosca, l'archimandrita Tichon Ševkunov, con il quale Pugačëv era stato in stretta relazione come principale sponsor del monastero.

## Biografia
Pugačëv nacque in una famiglia di militari. Suo padre, Viktor Fëdorovič Pugačëv (29 maggio 1930 – 2010), era uno studente della prima classe della Scuola Militare Suvorov di Kiev. Fu insignito del comando dell'ordine della Stella Rossa e ricoprì posizioni di comando nelle truppe aviotrasportate. Fu il primo comandante della 21ª brigata paracadutisti. Si ritirò come vice capo del dipartimento di tattica generale e arte operativa dell'Accademia militare. È morto nel 2010.
Suo nonno paterno era Fëdor Kuz'mič Pugačëv (1892 – 25 giugno 1942), un ufficiale dell'esercito zarista che combatté nella prima guerra mondiale come ufficiale di stato maggiore del 4º reggimento granatieri Nesvižskij del feldmaresciallo principe Barclay de Tolly. Nell'era sovietica, ha ricoperto posizioni di comando nell'Armata Rossa. Nel luglio 1918, come comandante della divisione di fanteria sovietica del Don, guidò i combattimenti contro le truppe del generale Krasnovo sul lato settentrionale del Fronte di Caricyn (Volgograd). Fu insignito del titolo di Cavaliere dell'ordine della Bandiera Rossa. Non era coinvolto nel partito comunista. In seguito ricoprì posizioni di comando nell'Armata Rossa. A 30 anni, è stato arrestato. Il 19 novembre 1941 fu nominato comandante della 22ª Brigata di fanteria separata come parte della seconda Armata d'assalto del Fronte di Volchov. Morì vicino a Mjasnoj Bor.
Il nonno materno di Pugačëv era Konstantin Timofeevič Kločkov (1906 – 9 settembre 1942). Ha ricoperto posizioni di comando nell'Armata Rossa. 
Pugačëv ha dichiarato di aver dibattuto due tesi: nel 1994 "Metodi e politica di investimento del modello di gestione della banca" presso l'Accademia Russa delle Scienze e nell'ottobre 2000 "Sviluppo delle tecnologie dell'informazione per la gestione delle risorse finanziarie delle organizzazioni creditizie". Secondo i dati ufficiali, è stato insignito del dottorato in scienze tecniche. Pugačëv ha scritto tre monografie ed è autore di oltre quaranta articoli di ricerca. Altre fonti hanno trovato fraudolenti i diplomi di Pugačëv e altri fatti della sua biografia.
Pugačëv è membro dell'Accademia Russa di Ingegneria (successore dell'Accademia di Ingegneria dell'URSS) e impegnato in "un lavoro attivo sulla connessione tra scienza e produzione". Dal 1993, ha ripetutamente intrattenuto il personale dell'Accademia sull'esperienza tra i vari progetti.

### Attività professionale
Il 26 maggio 1986 è stato condannato a tre anni di reclusione per frode con confisca di beni e lavoro forzato per avere preso in prestito da un conoscente 5500 rubli promettendo di comprare una nuova auto. Quel conoscente non vide né la macchina né i soldi. Pugačëv ha scontato la sua pena nei cantieri della regione di Jaroslavl'. Tra il 1983 e il 1991, Pugačëv non lavorò nella filiale Krasnogvardejskij di Strojbank dell'URSS, come indicato nel suo libro dei registri di lavoro, poiché all'epoca era imprigionato nella prigione di Kresty.
Nel 1991, Pugačëv fondò una delle prime banche cooperative dell'URSS, la Northern Commercial Bank. Nel 1993 vendette la sua quota. Nel 1992, lui e Sergej Veremeenko hanno organizzato la Banca Industriale Internazionale. Alla fine degli anni 1990, ha acquisito Enisej Industrial Company, in possesso di una licenza di esplorazione per la regione del distretto di Ulug-Chemskij nella Siberia meridionale. Nel processo di esplorazione e produzione sperimentale, è stato sviluppato il più grande deposito di carbone da coke del mondo. Nel 2000, Enisej ha ottenuto una licenza per l'esplorazione e la produzione di carbone nel deposito di Elegest. La commissione di investimento della Federazione Russa ha finanziato le infrastrutture per questo progetto per un importo di 1,5 miliardi di dollari, un investimento record nello sviluppo di una società privata. 
Alla fine degli anni 1990, ha investito nel più grande complesso di costruzione navale in Europa presso la base navale di San Pietroburgo di Baltiyskiy Zavod e Severnaya Verf e in 60 società di ingegneria.

### Attività politica
All'inizio degli anni 1990, Pugačëv divenne consigliere di leader russi. Conosceva Viktor Černomyrdin, Oleg Soskovec', Aleksandr Koržakov, Andrej Vavilov, Valentin Jumašev, Aleksandr Livšic e Viktor Geraščenko. Divenne un membro della cerchia ristretta di Boris El'cin, ed è stato uno dei leader del suo staff elettorale nel 1996. Il regista americano Roger Spottiswoode ha realizzato un film basato su questi eventi nel 2003, Spinning Boris (Intrigo a Mosca). Il personaggio di Pugačëv è stato interpretato da Gregory Hlady.
Nel 1995 scoppiò uno scandalo riguardante l'IIB fondato da Pugačëv, che aveva emesso Eurocard per El'cin e i membri della sua famiglia. Sempre quell'anno, in dicembre, è stato candidato deputato della Duma nella lista federale dell'unione elettorale del Partito dell'Unità Russa e dell'Accordo con l'approvazione di Sergej Šachraj.
Secondo Pugačëv, i suoi legami con gli Stati Uniti hanno giocato un ruolo cruciale nella rielezione di El'cin nel 1996, a cui si sono opposti i comunisti. Pugačëv ha ingaggiato un team di consulenti politici americani e manager di pubbliche relazioni guidati da George Gorton.  Ha condotto la campagna per la rielezione di El'cin durante quelle che Pugačëv chiama "le ultime elezioni libere della Russia".  Nel giugno 1996, El'cin  gli ha conferito un encomio "per l'importante contributo allo sviluppo della democrazia russa, la partecipazione alla preparazione e allo svolgimento di una campagna per le elezioni nazionali del Presidente della Federazione Russa nel 1996".
Nell'ottobre 1998, Michail Zadornov incluse Pugačëv nella delegazione russa alla sessione annuale del FMI e della Banca Mondiale.  Pugačëv era rappresentato come leader di una banca "di successo" e "funzionante". Pugačëv ha presentato un memorandum sulla ripresa del sistema bancario russo.
Nel 1990, Pugačëv suggerì il nome di Vladimir Putin come successore di El'cin. Il "Financial Times" ha affermato che Pugačëv non era solo un amico di Tat'jana D'jačenko e di suo marito Valentin Jumašev, che a quel tempo dirigeva l'amministrazione di El'cin, ma anche la sua famiglia era amica della famiglia di Putin. Pugačëv dichiarò che lui, la figlia di El'cin, Tat'jana D'jačenko e il suo futuro marito, Valentin Jumašev, facevano parte del piccolo gruppo che decise Putin come successore di El'cin. Col tempo Pugačëv definirà Putin come una "tragedia per la Russia".  Nel 1999 e nel 2000, è stato uno dei leader dello staff della campagna di Putin. Pugačëv disse che Putin voleva stare al potere solo 3 o 4 anni e che "anche Putin voleva diventare ricco. Era una persona pragmatica. Poi definirà Putin come una "tragedia per la Russia". 
Nel novembre 2000 è stato eletto nel consiglio dell'Unione russa degli industriali e degli imprenditori (RSPP). Dal novembre 2000 al gennaio 2003 è stato vicepresidente dell'RSPP. Divenne membro della commissione governativa franco-russa. Il 24 dicembre 2001 è stato eletto senatore della Federazione Russa. [31] Il 26 dicembre 2001 è stato approvato come rappresentante del governo tuvano nel Consiglio della Federazione della Federazione Russa. La sua candidatura è stata sostenuta dall'80% dei deputati tuvani.  Pugačëv ha prestato servizio fino al 4 gennaio 2011.
È stato l'iniziatore dell'acquisizione da parte della Federazione Russa di una licenza per la produzione della portaelicotteri francese Mistral. Dopo un'ispezione dettagliata da parte del Ministero della Difesa francese, parte della United Industrial Corporation (OPK) controllata da Pugačëv è stata selezionata per costruire portaelicotteri classe Mistral da utilizzare nella Marina russa. L'accordo è stato firmato il 25 gennaio 2011. 
Tuttavia, il 4 gennaio 2011, sotto la pressione di Putin, Pugačëv è stato costretto a dimettersi da senatore, apparentemente a causa del fatto di aver ottenuto la cittadinanza francese.
Pugačëv è stato una fonte per il libro di Catherine Belton del 2020 Putin's People (Gli uomini di Putin). Un'entità russa e numerosi oligarchi russi, tra cui Rosneft, Michail Fridman, Pëtr Aven, Šalva Čigirinskij e Roman Abramovič hanno intentato cause legali nel Regno Unito nei mesi di marzo e aprile 2021 contro HarperCollins e Belton, che è un reporter Reuters con sede a Londra, per materiale contenuto nel suo libro del 2020.

## Vita privata
Pugačëv è diventato cittadino francese nel 2009. Nel 2011 era sotto inchiesta da parte del governo russo per appropriazione indebita di prestiti dal governo a Mezhprombank. Pugačëv sostenne che le accuse erano politicamente motivate e lasciò la Russia per vivere a Londra, dove aveva una casa con la sua compagna Alexandra Tolstoy ed i loro figli.
Nonostante vivesse nel Regno Unito, Pugačëv non era esente da battaglie legali, poiché il governo russo usava i tribunali di Londra per perseguire il denaro che rivendicava. La maggior parte della sua fortuna di 15 miliardi di dollari è stata congelata nel 2014, in base a un ordine mondiale emesso dalla Chancery Division dell'Alta corte di giustizia e confermato dalla Corte d'Appello. Nel giugno 2015, nonostante l'ordine del tribunale di rimanere in Gran Bretagna, Pugačëv lasciò il paese stabilendosi a Nizza, in Francia.
Pugačëv ha due figli dal suo precedente matrimonio con Galina Archipova. Ha poi tre figli (due maschi e una femmina) con la sua ex compagna Alexandra Tolstoy (figlia dello storico e politico britannico conte Nikolai Tolstoy).   Pugačëv e Alexandra sono il soggetto del documentario "The Countess and the Russian Billionaire".
È un cristiano ortodosso russo.